# Кубок Республики (Чили)
Кубок Республики (исп. Copa de la República) — кубковый футбольный турнир, проведённый единственный раз с 10 января по 7 марта 1983 года.

## Первый раунд
| Команда 1            | Итог           | Команда 2              | 1-й матч | 2-й матч |
| -------------------- | -------------- | ---------------------- | -------- | -------- |
| Эвертон              | 5:5            | Сантьяго Уондерерс     | 3:4      | 2:1      |
| Наваль де Талькауано | 2:1            | Уачипато               | 1:0      | 1:1      |
| Трасандино           | 1:5            | Унион Сан-Фелипе       | 0:1      | 1:4      |
| Грин Кросс           | 2:3            | Артуро Фернандес Виаль | 1:0      | 1:3      |
| Коло-Коло            | 2:3            | Аудакс Итальяно        | 0:1      | 2:2      |
| Депортес Икике       | 3:3            | Сан-Маркос де Арика    | 1:1      | 2:2      |
| Универсидад де Чили  | 1:1 (5:4 пен.) | Унион Эспаньола*       | 1:0      | 0:1      |
| Депортес Антофагаста | 4:4            | Кобрелоа               | 3:0      | 1:4      |
| Универсидад Католика | 2:2            | Палестино              | 0:1      | 2:1      |
| Рехиональ Атакама    | 4:3            | Магальянес             | 2:0      | 2:3      |
| О’Хиггинс            | 0:7            | Рейнджерс Талька       | 0:4      | 0:3      |

## Второй раунд
| Команда 1              | Итог | Команда 2            | 1-й матч | 2-й матч |
| ---------------------- | ---- | -------------------- | -------- | -------- |
| Сантьяго Уондерерс     | 5:4  | Унион Сан-Фелипе     | 2:0      | 3:4      |
| Универсидад Католика   | 2:2  | Универсидад де Чили  | 0:1      | 2:1      |
| Унион Эспаньола        | 0:2  | Аудакс Итальяно      | 0:0      | 0:2      |
| Артуро Фернандес Виаль | 2:5  | Наваль де Талькауано | 1:3      | 1:2      |
| Депортес Икике         | 1:1  | Депортес Антофагаста | 0:0      | 1:1      |
| Рейнджерс Талька       | 2:2  | Рехиональ Атакама    | 1:2      | 1:0      |

## Третий раунд
| Команда 1             | Итог | Команда 2            | 1-й матч | 2-й матч |
| --------------------- | ---- | -------------------- | -------- | -------- |
| Сантьяго Уондерерс    | 2:1  | Аудакс Итальяно      | 1:0      | 1:1      |
| Наваль де Талькауано* | 4:4  | Универсидад Католика | 3:2      | 1:2      |
| Депортес Икике        | 6:1  | Рехиональ Атакама    | 4:0      | 2:1      |

## 1/2 финала
| Сантьяго Уондерерс | 0:0 | Универсидад Католика |
| ------------------ | --- | -------------------- |
|                    |     |                      |

| Наваль де Талькауано | 1:0 | Депортес Икике |
| -------------------- | --- | -------------- |
| Т. Диас 84′          |     |                |

| Универсидад Католика                | 3:0 | Сантьяго Уондерерс |
| ----------------------------------- | --- | ------------------ |
| Ольмос 39′ · Нейра 65′ · Уртадо 90′ |     |                    |

| Депортес Икике    | 1:1 | Наваль де Талькауано |
| ----------------- | --- | -------------------- |
| Давила 19′ (пен.) |     | Венегас 7′           |

## Финал
| Универсидад Католика | 1:0 | Наваль де Талькауано |
| -------------------- | --- | -------------------- |
| Исаси 49′            |     |                      |